# Hotel Esplanade (Berlino)

L'Hotel Esplanade era un hotel di lusso con 400 camere, che un tempo sorgeva a Potsdamer Platz, all'epoca un trafficato centro dei trasporti e della vita notturna di Berlino. Durante la sua storia colorata e turbolenta passò dall'essere uno degli hotel più lussuosi e celebrati della capitale tedesca a una rovina bombardata persa nelle terre desolate accanto al Muro di Berlino. Una parte di esso sopravvive ancora oggi, anche se come frammento incorporato nell'imponente complesso moderno del Sony Center. Si dice che Guglielmo II abbia trascorso molte serate all'hotel intrattenendo gli ospiti, sebbene nessuna donna fosse ammessa a questi party esclusivi. L'hotel fu visitato negli anni '20 da star del cinema come Charlie Chaplin e Greta Garbo.

## Costruzione e progettazione

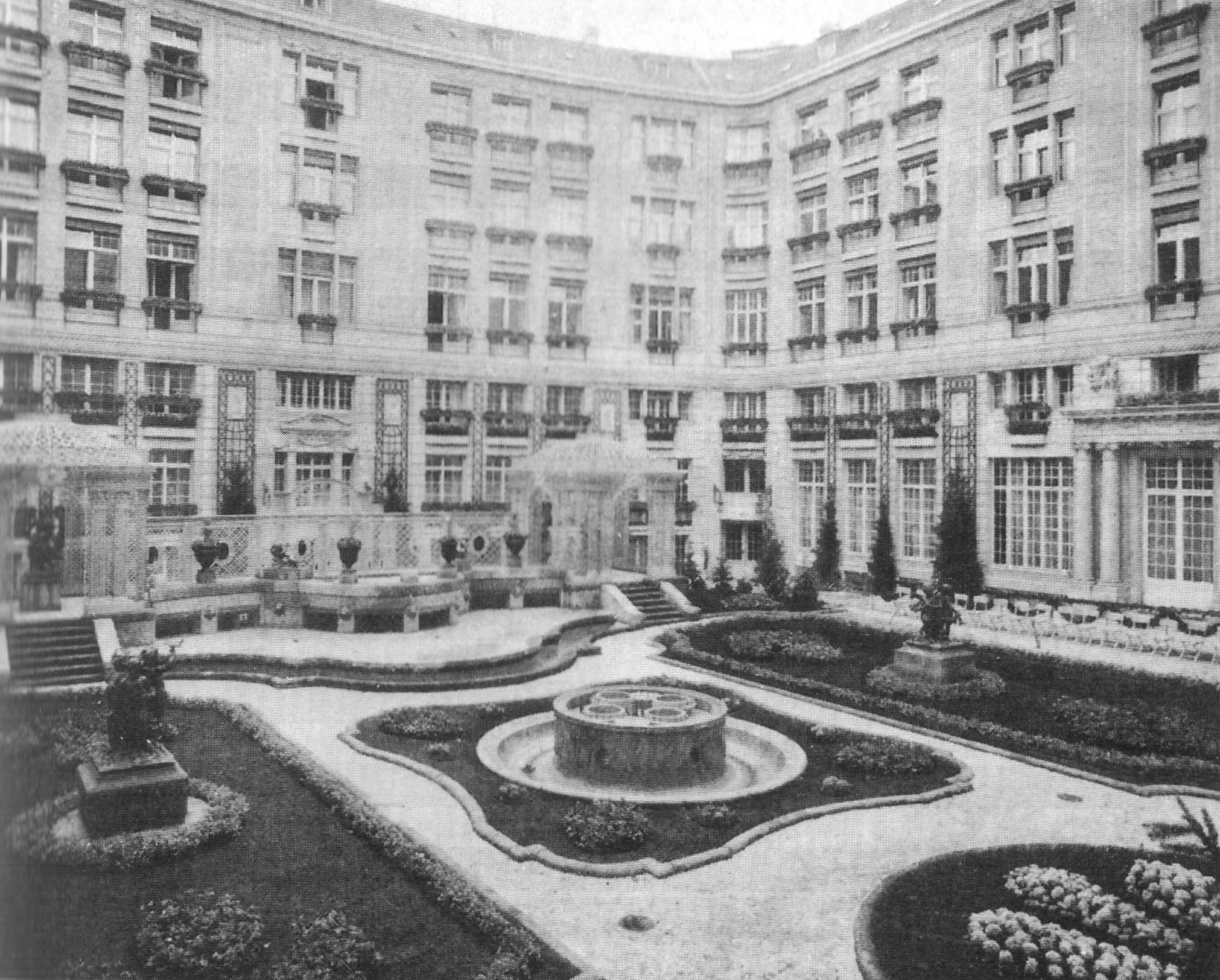
Il giardino interno di Willi Wendt.

L'hotel fu costruito tra il 1907 e il 1908 dal Fürstengruppe (Hohenlohe, Fürstenberg und Henckel von Donnersmarck) secondo i piani di Otto Rehnig, architetto del vicino e simile Hotel Excelsior. Quando fu inaugurato nel 1908, la costruzione costò la cifra senza precedenti di 23 milioni di marchi (ℳ). Lo stile architettonico, con la sua facciata in arenaria riccamente decorata, era quello tipico della Belle Époque e il design interno sontuoso incorporava elementi del neobarocco e del neorococò. L'hotel ospitava numerose e magnifiche sale, tra cui la Kaisersaal (la sala dell'imperatore). Fu qui che il Kaiser Guglielmo II tenne una serata per soli uomini. Uno degli aspetti più celebrati dell'hotel era un giardino di 1600 m2 progettato dall'architetto di giardini Willi Wendt, che si trovava nel cortile interno.
Nei "Golden Twenties", l'Esplanade divenne la scena di popolari pomeriggi dedicati al tè e al ballo, che venivano regolarmente trasmessi alla radio. Nemmeno le star del cinema mancavano a questi eventi.

## Distruzione e ricostruzione
Nell'inverno del 1944/45 il 90% dell'Esplanade fu distrutto dai bombardamenti che annientarono il fiorente centro di Potsdamer Platz. Le sezioni che riuscirono a sopravvivere relativamente indenni furono la Kaisersaal e la Sala per la Colazione, così come le scale e i bagni. Dopo la guerra furono restaurati e insieme formarono parte dell'originale "Esplanade Hall Building". Il soffitto della Corte delle Palme venne restaurato e una delle altre sale, la Sala d'Argento, fu ridisegnata con le pareti e il soffitto decorati con argento e pilastri adornati con figure e motivi astratti. E così, in mezzo a quella che allora era una landa desolata disseminata di macerie, l'Esplanade rinacque e tornò ad essere un alveare di attività pubbliche. Durante gli anni '50 venne utilizzato in vari modi, come ristorante e come centro per balli in maschera e balli di carnevale, e poi anche per sfilate di moda.
Tuttavia, nel 1961 le autorità filo-sovietiche eressero il Muro di Berlino a poca distanza e, di conseguenza, il vivace programma di festeggiamenti si ridusse immediatamente.
Tuttavia, sebbene ormai alla deriva rispetto al resto della città, era, con il permesso della polizia, ancora accessibile e così iniziò una terza vita come set popolare per film e programmi televisivi. L'interno può essere visto in film internazionali come Cabaret (1972) e Il cielo sopra Berlino (1987).

## Conservazione dei monumenti storici

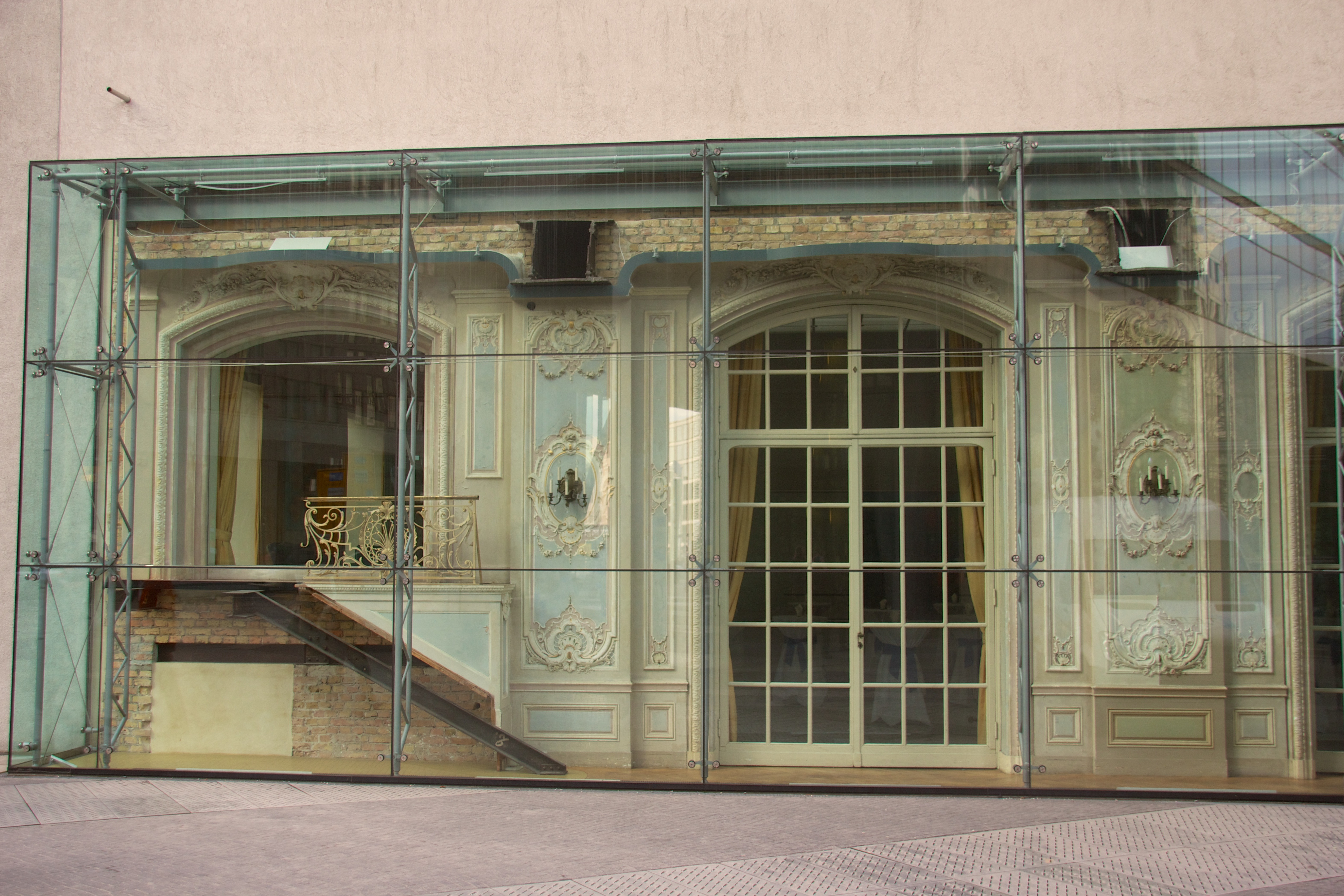
I resti della Kaisersaal sbirciano da dietro la facciata in vetro del Sony Center.

Dopo la caduta del muro nel 1989, la parte rimanente dell'hotel fu salvaguardata come monumento storico. Tuttavia, mentre era in corso il ripristino di Potsdamer Platz e furono elaborati i primi piani per il nuovo Sony Center, questo fattore non fu preso in considerazione; la Kaisersaal si frapponeva e venne quindi destinata alla demolizione. Nel 1993 fu elaborato un piano per spostare la Kaisersaal di 75 metri (246 piedi) e integrarla nel Center stesso. Ciò fu realizzato nel marzo 1996 a un costo di 75 milioni di marchi. La Sala della Colazione fu smantellata in 500 pezzi e poi rimontata in seguito; oggi è possibile trovarla da FREDERICK'S.